# هفتتششمة (مقاطعة دورة)
هفتتششمة (بالفارسية: هفت‌چشمه) هي قرية تقع في قسم كشكان الريفي (مقاطعة دورة) في إيران. يقدر عدد سكانها بـ 325 نسمة .